# Charline Servage
Charline Servage, née le 29 avril 1988 à Saint-Martin-d'Hères (Isère) , est une joueuse française de basket-ball.
Elle joue sa première saison en Pro avec le BLMA en 2007. Elle accèdera à nouveau à la LFB avec Lyon en 2011
Après une année chaotique pour le LBF en LFB, Charline signe à Voiron en LF2. Mais le club coule et Charline rebondit à La Tronche Meylan, son club formateur, en NF1. Elle jouera 6 ans en NF1 a la Tronche Meylan . En 2018 elle partira 2 saisons à Tullins fures en NF3 et NF2.  Depuis 2020 elle joue au club de Mauguio en NF2 où elle terminera la saison 2023-2024 meilleure marqueuse de la NF2 et recevra le trophée de la performance féminine par le Comité de l'Herault.  

## Clubs
| Saisons    | Équipe                                | Pays   |
| 2004-2005  | Challes-les-Eaux Basket               | France |
| 2005-2006  | La Tronche Meylan                     | France |
| 2006-2008  | Lattes Montpellier Ligue 1            | France |
| 2008-2010  | Strasbourg Alsace Basket Club (LF2)   | France |
| 2010-2012  | Union Lyon Basket Féminin ( Ligue 1 ) | France |
| 2011-2012  | La Tronche Meylan (NF1)               | France |
| 2012- 2018 | La Tronche Meylan (NF1)               | France |
| 2018- 2020 | Tullins Fures (NF2)                   | France |
| 2020- 2025 | Mauguio (NF2)                         | France |